# Zespół kość udowa-strzałka-kość łokciowa
Zespół kość udowa-strzałka-kość łokciowa (ang. femur-fibula-ulna complex, FFU complex) – wada wrodzona, niemająca podłoża genetycznego, o charakterze asymetrycznego skrócenia kości udowej, kości strzałkowej oraz kości łokciowej, któremu mogą towarzyszyć wady palców, bez objawów niepełnosprawności intelektualnej. 

## Historia
Zespół został opisany po raz pierwszy w 1967 roku przez niemieckich lekarzy D. Kühnego, W. Lenza, D. Petersena oraz H. Schönenberga. 

## Etiologia
Etiologia zespołu kość udowa-strzałka-kość łokciowa jest nieznana. Wada może powstawać od 4. do 9. tygodnia życia płodowego, pod wpływem czynników teratogennych, jednakże nie ustalono żadnego specyficznego czynnika. 

## Epidemiologia
Częstość występowania szacowana jest na 1–9 na 100 000 żywych urodzeń. Choroba występuje dwa razy częściej u mężczyzn niż u kobiet. Wada jest sporadyczna, jednakże opisano przypadki rodzinnego występowania.  

## Obraz kliniczny
Deformacja może dotyczyć jednej, dwóch, trzech lub czterech kończyn. Stopień zniekształcenia dotkniętej kończyny może być różny: od amelii (całkowitego braku) kończyny, poprzez fokomelię (stopa lub dłoń bezpośrednio przytwierdzone do tułowia) do hipoplazji różnego stopnia. Cechą charakterystyczną jest znaczna dysproporcja pomiędzy stopniem zajęcia poszczególnych kończyn. Zdeformowana kończyna górna może znajdować się po przeciwnej stronie ciała, niż zdeformowana kończyna dolna, jednakże postać jednostronna jest częstsza. Wada częściej występuje w kończynach górnych oraz po prawej stronie ciała. Zespół nie jest związany z niepełnosprawnością intelektualną, również nie stwierdza się zaburzeń w zakresie szkieletu osiowego oraz trzewi. 
| Grupa | Liczba dotkniętych kończyn | Częstość występowania |
| ----- | -------------------------- | --------------------- |
| I     | 1                          | 44,4%                 |
| II    | 2                          | 33,6%                 |
| III   | 3                          | 11,2%                 |
| IV    | 4                          | 10,8%                 |

Najczęstszymi skojarzeniami w zespole kość udowa-strzałka-kość łokciowa (według częstości występowania): 
- strzałka + palce stopy
- kość udowa + strzałka
- kość udowa + kość łokciowa
- strzałka + kość łokciowa
- kość udowa + strzałka + kość łokciowa

## Badania dodatkowe
- położnicze badanie ultrasonograficzne – pozwala na postawienie rozpoznania w 20 tygodniu ciąży[8]
- zdjęcie rentgenowskie – pozwala na postawienie rozpoznania oraz klasyfikację[2]
- badania cytogenetyczne oraz molekularne – wykluczenie chorób genetycznie uwarunkowanych

## Diagnostyka różnicowa
- wrodzony niedorozwój uda (traktowany również jako postać jednokończynowa zespołu kość udowa-strzałka-kość łokciowa[5])
- genetyczny zespół kość udowa-strzałka-kość łokciowa[2]
- genetycznie uwarunkowane zespoły aplazji lub hipoplazji kości łokciowej oraz strzałki[2]

## Leczenie
Nie ma leczenia przyczynowego zespołu kość udowa-strzałka-kość łokciowa.